# Szecsődi Ferenc
Szecsődi Ferenc (Budapest, 1954. június 14. –) Liszt Ferenc-díjas magyar hegedűművész, tanár, érdemes és kiváló művész, professor emeritus. Szecsődi Irén opera-énekesnő unokaöccse.

## Életpályája
Édesapja kottagrafikus volt. Hangszertanulmányait a budapesti XXI. kerületi zeneiskolában kezdte Weisz Lajosnénál. 1968-ban a Bartók Béla Zeneművészeti Szakközépiskolában Bodonyi István növendéke lett, művészi fejlődésére ő volt a legnagyobb hatással. 1972 és 1977 között a Zeneakadémián Szűcs Mihály volt tanára. Tanulmányait az akadémia nagydíjával fejezte be.
Pályáját 1977-ben Szegeden kezdte, és azóta is a városban él. A Zeneakadémia oda kihelyezett tagozatán lett tanársegéd, 1985-ben adjunktus, 1990-ben pedig docens. 1997-ben főiskolai, 2000-ben egyetemi tanárrá nevezték ki. Jelenleg a Szegedi Tudományegyetem Bartók Béla Művészeti Karának oktatója.
1984 óta Európa-szerte koncertezik. Repertoárján kitüntetett helyük van Hubay Jenő műveinek (Kassai Istvánnal valamennyi hegedű–zongora darabját lemezre vette) és kortárs szerzők versenyműveinek.
2012-ben a Magyar Művészeti Akadémia tagjává választották.

## Díjai
- Liszt Ferenc-díj (1993)
- Artisjus-díj (1994, 1998, 1999)
- Weiner Leó-díj (1996)
- Érdemes művész (2009)
- Kiváló művész (2020)